# Пантелеев, Илья Андреевич
Илья Андреевич Пантелеев (? — 1861) — генерал-лейтенант, участник Наполеоновских войн и Кавказских походов.
Уроженец Архангельской губернии.
Служил по гражданскому ведомству, но с началом в 1812 году Отечественной войны из губернских секретарей был определён подпоручиком и исполняющим дела шефского адъютанта в 1-ю дружину Санкт-Петербургского ополчения (старшинство в чине установлено с 14 февраля 1812 года). Принимал участие в отражении нашествия Наполеона в Россию и участвовал в штурме и взятии Полоцка, в деле при Березине под деревней Студянкой и в дальнейшем преследовании остатков наполеоновской армии до границ Российской империи, причём отличился в авангардном деле под Тильзитом. В Заграничных походах 1813 и 1814 годов Пантелеев состоял в 3-й сводной дружине народного ополчения и находился при блокаде Данцига и многих делах в Германии и Франции.
По окончании войн с Наполеоном и распущении ополченческих отрядов по домам Пантелеев также был уволен со службы, но подал рапорт о переводе его в военную службу и в 1815 году был определён в Тенгинский пехотный полк.
В 1816 году произведён в поручики и в том же году назначен адъютантом к командиру 2-й бригады 14-й пехотной дивизии. В 1819 году произведён в капитаны и переведён в Эстляндский пехотный полк, в следующем году получил назначение в Псковский пехотный полк и в 1821 году произведён в майоры, в 1827 году — в подполковники.
В 1829 году Пантелеев занял должность командира 30-го егерского полка и в 1830 году, будучи произведён в полковники, утверждён в занимаемой должности. В 1831 году он вместе с полком принимал участие в подавлении Польского восстания.
По упразднении номерных егерских полков в 1833 году и присоединении 30-го егерского полка к Ряжскому пехотному полку, Пантелеев 28 января был назначен командиром последнего полка.
3 апреля 1838 года он был произведён в генерал-майоры, переведён на Кавказ и назначен командиром 1-й бригады 19-й пехотной дивизии. Здесь он неоднократно принимал участие в походах против горцев и особо отличился в кампании 1839 года в Южном Дагестане, участвуя, среди других дел, в перестрелке при Буртунае, штурме Аргуани и поражении Шамиля. В последнем деле Пантелеев был тяжело ранен пулей в правую сторону груди; за отличие был награждён орденом св. Станислава 1-й степени.
Из-за раны Пантелеев вынужден был оставить строевую службу и в 1841 году назначен состоять по армии, а в следующем году он получил должность окружного генерала 2-го округа внутренней стражи.
27 марта 1855 года произведён в генерал-лейтенанты.
Скончался в Ярославле 28 [6] июня 1861, похоронен на Леонтьевском кладбище.
Среди прочих наград Пантелеев имел ордена:
- Орден Святой Анны 3-й степени (1812 год, впоследствии переименован в 4-ю степень)
- Орден Святого Владимира 4-й степени (1829 год)
- Орден Святого Станислава 1-й степени (1839 год)
- Польский знак отличия за военное достоинство 3-й степени (1842 год)
- Орден Святой Анны 1-й степени (1844 год, императорская корона к этому ордену пожалована в 1846 году)
- Орден Святого Георгия 4-й степени (17 декабря 1844 года, за беспорочную выслугу 25 лет в офицерских чинах, № 7150 по кавалерскому списку Григоровича — Степанова[3]).
- Орден Святого Владимира 2-й степени (1849 год)